# Prodontorhabditis pluvialis
Prodontorhabditis pluvialis is een rondwormensoort uit de familie van de Rhabditidae. De wetenschappelijke naam van de soort is voor het eerst geldig gepubliceerd in 1961 door Timm.